# Монетарна стаття
Монетарні статті - статті балансу, що відображають грошові кошти в касі, на рахунках в установах банків, а також такі активи і зобов'язання, що будуть отримані чи сплачені у фіксованій чи визначеній сумі грошей або їх еквівалентів.